# Pentagrama

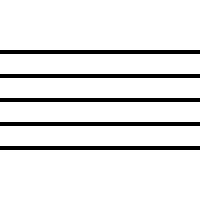
Dibujo de un pentagrama.

El pentagrama (del griego: πεντα, penta: cinco, y γράμμα, grama: escritura, dibujo, línea) o pauta musical es un conjunto de cinco líneas horizontales paralelas y equidistantes sobre el cual se escriben las notas musicales y otros signos de notación.

## Historia

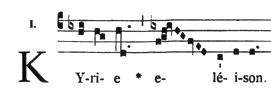
Muestra de un tetragrama.

La pauta musical o pentagrama tal y como lo conocemos hoy se originó a partir de la notación musical del canto gregoriano en la Edad Media. Hasta ese momento se utilizaba una serie de signos en conjunción con el texto para representar la altura. Sin embargo, cuando los cantos propiamente dichos fueron escritos se comenzaron a emplear líneas para representar la altura, junto con los signos indicadores de altura por encima del texto. Cuando se empieza a utilizar la pauta musical apenas se usaba una línea coloreada, que data del siglo IX. Dicha línea se colocaba sobre el texto del canto. La altura estaba representada por la distancia de las notas en relación con la línea. Como esto no era muy preciso, con el tiempo se fueron añadiendo más líneas hasta configurar el pentagrama que usamos hoy en día.
Entre finales del siglo X y principios del XI Guido D'Arezzo llevó a cabo mejoras fundamentales para la escritura musical. Entre otros logros, se le atribuye a este monje benedictino la invención de la pauta de cuatro líneas, llamada tetragrama, a intervalos de tercera. Sus mejoras contribuyeron a representar con más precisión la altura de las notas musicales, su duración y el compás de la música en la enseñanza de ella y en el canto gregoriano.
En el siglo XIII algunos manuscritos incorporaron ya una quinta línea (no se impuso hasta el siglo XV) y esta configuración se ha venido utilizando hasta la actualidad. La pauta de cinco líneas o pentagrama fue creada en Italia por Ugolino de Forlí. El uso de esta pauta musical se generalizó en Francia en el siglo XVI y se asentó definitivamente en toda Europa a partir del siglo XVII. Los términos para designar esta pauta musical en algunas lenguas reflejan la importancia de las cinco líneas, como por ejemplo el español pentagrama o el italiano pentagramma.

## Funcionamiento general
Para escribir música se representan en el pentagrama los signos musicales pertinentes en su altura o función correspondiente dependiendo del efecto deseado. Tales signos pueden ser colocados dentro, por encima o por debajo del pentagrama. Los principales signos representados son las notas musicales, los silencios, la clave, la armadura, el compás, el tempo y el carácter (maestoso, agitato, afectuoso, marcial, etc.).
Las notas musicales se representan mediante figuras que indican la duración del sonido y su ubicación en una línea o un espacio indica una determinada altura. Así pues, la cabeza de nota puede ser colocada en una línea, es decir, con el centro de su cabeza de nota de intersección de una línea; o bien en un espacio, es decir, entre las líneas tocando las líneas superior e inferior. Las líneas y espacios se numeran de abajo arriba, la línea más baja es la primera línea y la línea superior es la quinta línea.

Líneas y espacios del pentagrama.

Cuando la melodía supera el ámbito de once notas que cubre el pentagrama, las notas que quedan fuera se colocan sobre o entre líneas adicionales, que son líneas que se dibujan por encima o por debajo del pentagrama según sea necesario. El intervalo entre las posiciones adyacentes pentagrama es un paso en la escala diatónica. No obstante, la altura absoluta de cada línea está determinada por un símbolo de clave colocada al principio del pentagrama. La clave identifica una línea en particular como una nota específica y todas las demás notas se determinan en relación con esa línea. Por ejemplo, la clave de sol indica que en la segunda línea se sitúa la nota sol4 por encima del do central(do4).Una vez establecidas las alturas por una clave, pueden ser modificadas mediante un cambio de clave o bien mediante signos de  alteración en las notas individuales. Un pentagrama sin clave puede ser usado para representar un conjunto de sonidos percusivos; cada línea suele representar un instrumento diferente. 
En cierto modo, el pentagrama es análogo a una gráfica matemática de altura musical con respecto al tiempo. Las alturas de las notas están determinadas por su posición vertical en el pentagrama y las notas que hay a la izquierda se tocan antes que las notas a la derecha. No obstante, a diferencia de un gráfico, el número de semitonos representados por un paso vertical de una línea a un espacio adyacente depende de la clave; y el tiempo exacto del comienzo de cada nota no es directamente proporcional a su posición horizontal, sino que la duración exacta es codificada mediante el signo musical de figura musical elegido para cada nota además del tempo.
Un signo de compás situado a la derecha de la clave indica la relación entre el recuento de tiempo y las figuras musicales, mientras que las barras de compás agrupan las notas del pentagrama en compases.

Ejemplo de notación musical.

En la figura anterior se incluye una muestra de notación musical habitual. En la armadura de clave no hay alteraciones, así que se trata de la tonalidad de do mayor o la menor. El 4/4 significa que hay cuatro pulsos por compás. Las notas que contiene son un do redonda y dos blancas si y do. Inmediatamente después hay un cambio de compás a 2/4, con dos pulsos por compás. Las notas que aparecen son un fa' negra, un la corchea y, finalmente, dos semicorcheas fa sostenido y mi bemol.

### Sistema y llave
Un sistema se representa uniendo varios pentagramas con una sola línea vertical trazada en el lado izquierdo de estos, indicando que la música de todos los pentagramas se va a interpretar de forma simultánea. Dicha línea une los pentagramas mostrando las agrupaciones de instrumentos que funcionan como una unidad. Por ejemplo, la sección de cuerda de una orquesta. 
En ocasiones se utiliza una segunda línea vertical para mostrar los instrumentos agrupados en pares, tales como los oboes primeros y segundos, o bien los violines primeros y segundos de una orquesta. En otros casos para este mismo propósito en lugar de una línea de sistema se emplea una llave.
|                           |
| Sistema de 2 pentagramas. |

|                           |
| Sistema de 3 pentagramas. |

Una llave se emplea para unir varios pentagramas que representan a un solo instrumento, como un piano, órgano, arpa o marimba.
El sistema de dos o más pentagramas, denominado Grand staff en inglés, se utiliza en partituras escritas para instrumentos como el piano, el arpa, el órgano o la marimba.
Para escribir la música de piano y arpa se emplea un sistema de dos pentagramas que se representan unidos con una llave. Lo anotado en el pentagrama superior, normalmente en clave de sol, se tocará con la mano derecha; mientras que la música del pentagrama inferior se toca con la mano izquierda y suele anotarse en clave de fa.
El siguiente ejemplo es una pauta de piano, también llamado endecagrama, en que cada pentagrama contiene siete notas y un silencio.

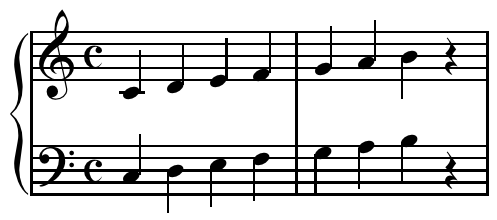
Ejemplo de notación musical para piano.

En la música escrita para órgano en ocasiones se emplea un sistema que se compone de tres pentagramas, de los cuales se destinan uno para cada mano sobre los teclados y el tercero para las indicaciones de los pies sobre los pedales. 

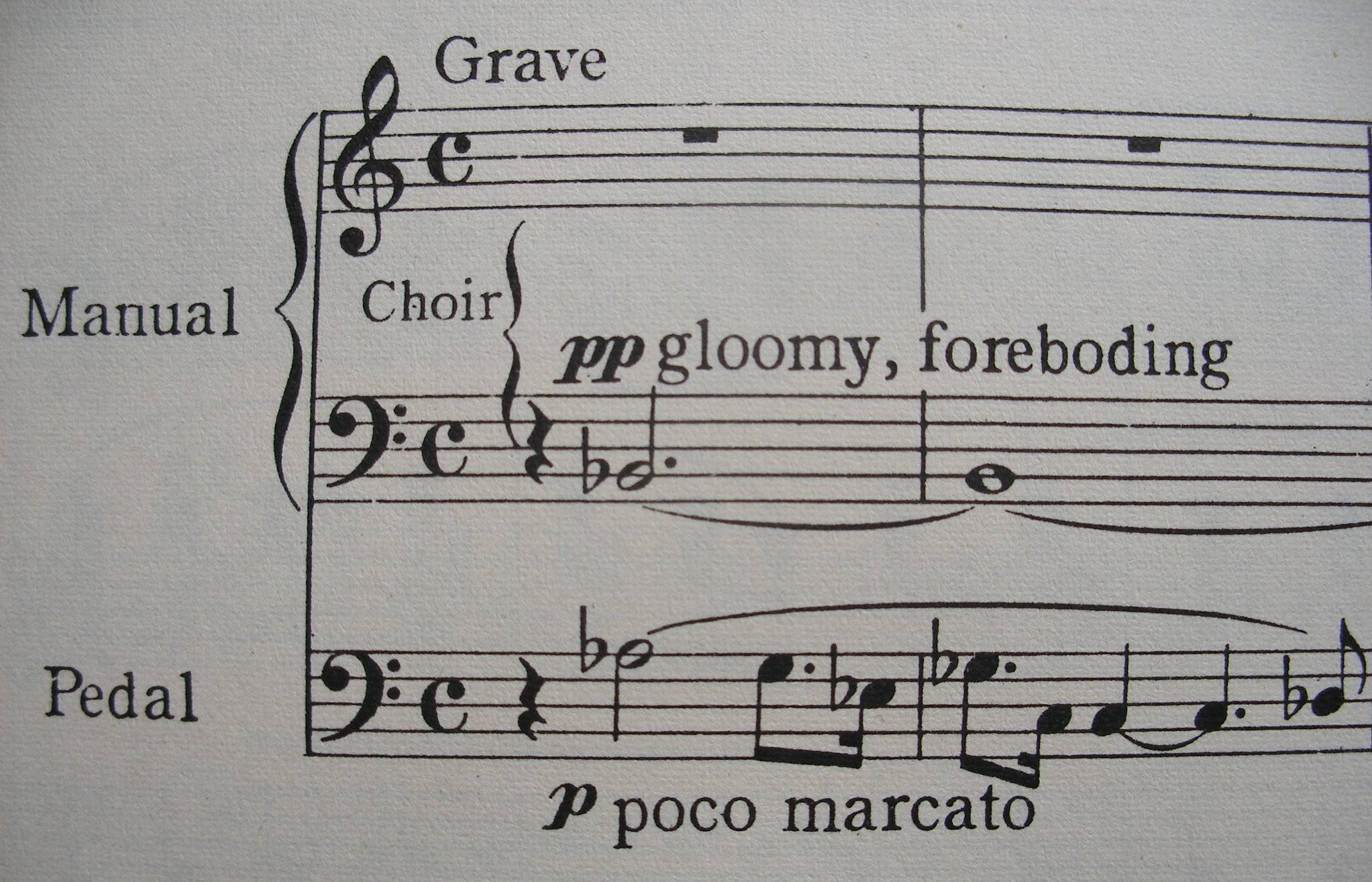
Ejemplo de notación musical para órgano.